# St. Joan (Джонстон)
St. Joan (англ. Свята Жанна) — музичний твір композитора Бена Джонстона, написаний 1955 року.
St. Joan — це музика для балету «Свята Жанна», написана на замовлення Сібіл Ширер. Американська танцівниця з Нью-Йорка, що працювала в студії Доріс Гамфрі, була запрошеним викладачем в Університеті Іллінойсу протягом року. Вона хотіла створити балет, який мав стати її сольним виступом, і замовила музику у Бена Джонстона, який також працював в університеті. «Свята Жанна» мала складатися з двох частин, в яких розповідається про становлення Жанни д'Арк, її долю, смерть та перетворення на святу.
Бен Джонстон виконав замовлення та написав музику загальною тривалістю близько годину, але балет так і не було поставлено. Джонстон вирішив використати частину матеріалу, створивши сюїту для Клер Річардс, що працювала в університеті на факультеті фортепіано. Сюїту було закінчено 1958 року. Вона стала найдовшим твором, написаним Беном Джонстоном на той час, триваючи 27 хвилин та складаючись з вступу, мелодичної частини, каденції, фуги, пасакалії та епілогу. Вперше її виконала Клер Річардс 27 лютого 1958 року.
Американський піаніст та композитор Берріл Філіпс розкритикував St. Joan. На його думку, Джонстон «використовував забагато нот та мав спробувати бути більш економним». Музикознавиця Хайді фон Гунден вважала, що фортепіано обмежувало можливості Джонстона, і фрагменти твору нагадували Варшавський концерт Річарда Аддінселла, та звертала увагу на те, що характер та стан Жанни д'Арк були занадто абстрактними, щоб передати їх суто за допомогою музики, без танцю.
1960 року Бен Джонстон створив оркестрове аранжування двох останніх секцій сюїти, що отримало назву Passacaglia and Epilogue («Пасакалія та епілог»). Фон Гунден вважала ці фрагменти сюїти не дуже цікавими, а оркестрове аранжування «консервативним», але відзначала використання Джонстоном енгармонічної нотації, коли ті ж самі ноти для різних інструментів позначалися по-різному: G♯ G A A♭ E♭ D для фортепіано перетворилися на A♭ G B♭♭ A♭ E♭ D для тромбона. Твір ніколи не виконувався наживо, хоча розглядався Симфонічним оркестром Університету Південного Іллінойсу.
St. Joan став першою спробою Бена Джонстона відійти від написання неокласичних композицій із притаманними ним техніками, як-то контрапункт або танцювальні форми. Його наступний твір Three Chinese Lyrics було написано для сопрано та двох скрипок, він мав більш експериментальний характер та став першим суттєвим зразком роботи Джонстона зі струнними, що згодом втілиться в десять струнних квартетів.